# سید مهدی جعفری
مهدی جعفری (زاده ۱۲ مهر ۱۳۸۲) بسکتبالیست ایرانی اهل مشهد عضو تیم ملی بسکتبال بزرگسالان ایران و مهگل البرز است. وی به تیم ملی سال ۲۰۲۵ دعوت شد و همراه با تیم ملی به مدال برنز جام ملت های آسیا رسید. سید مهدی در دیدار رده بندی  جام ملت های آسیا ۲۰۲۵ توانست ۲۴ امتیاز کسب کند . وی در میان بهترین بازیکن های آسیا ۲۰۲۵ قرار گرفت.

## افتخارات
به نمایندگی از تیم ملی بزرگسالان  بسکتبال ایران ۲۰۲۵
۱ نشان  برنز در جام ملت های آسیا بسکتبال ۲۰۲۵
بیشترین امتیاز گیرنده در بازی بسکتبال ایران نیوزلند رده بندی
باشگاهی: لیگ برتر بسکتبال ایران
۱ عنوان بهترین بازیکن لیگ برتر و تریپل‌دبل‌ تاریخی

## کارنامه
سید مهدی جعفری در حال حاضر بازیکن تیم بسکتبال مهگل البرز و تیم ملی بسکتبال ایران است. او سابقه بازی در تیم‌های مهرام تهران، لیموندیس شیراز و رادین مشهد را نیز در کارنامه دارد. جعفری در پست گارد راس بازی می‌کند و در مسابقات مختلفی از جمله لیگ برتر بسکتبال و مسابقات انتخابی و حذفی جام ملت‌های آسیا ۲۰۲۵ حضور داشته است.   
سید مهدی جعفری تنها فرد مشهدی تیم ملی بسکتبال است

## حاشیه ها
سید مهدی جعفری بازیکن تیم بسکتبال کاله به دلیل دوپینگ در سال ۲۰۲۱ به مدت دو سال از فعالیت در تمامی حوزه‌های ورزشی محروم شد.